# Beneath a Steel Sky
Beneath a Steel Sky is een point-and-click adventure die werd ontwikkeld door Revolution Software en uitgegeven door Virgin Interactive. Het spel kwam in 1994 uit voor de Commodore Amiga, Amiga CD32 en IBM-compatibele pc's met MS-DOS. Jaren later volgden ook releases voor Microsoft Windows (2008), iPhone (2009) en de Macintosh (2012). Het spel bevat tekeningen van Dave Gibbons. Het perspectief van het spel is in de derde persoon.

## Verhaal
Het spel speelt zich af in een vijandig, dystopische toekomst van Australië. Robert Foster, de hoofdpersoon, is als kleine jongen de enige overlevende van een helikopterongeluk. Hij wordt meegenomen door een groep Australische Aboriginals. Deze leren hem te overleven in de "Gap", een gebied tussen twee grote steden. Het jongetje groeit hier in vrede op totdat de stadspolitie hem komt ophalen. Per helikopter vliegen ze naar de stad. Robert heeft een computerchip en zijn zelfgebouwde robot Joey bij zich. Opnieuw crasht de helikopter en ook deze keer overleeft Robert het ongeval. Dit is het punt waarop het spel begint. Hij probeert het geheim van LINC, de alles-controlerende kunstmatige intelligentie van Union City, te doorgronden en zijn eigen verleden te achterhalen.

## Platforms
| Jaar | Platform               |
| ---- | ---------------------- |
| 1994 | Amiga, Amiga CD32, DOS |
| 2008 | Windows                |
| 2009 | iPhone                 |
| 2011 | Unix, OS X             |

## Ontvangst
Beneath a Steel Sky werd goed ontvangen door tijdschriften en won zelfs enkele prijzen. Van het Amerikaanse PC Gamer Magazine kreeg het de prijs voor de "Beste Dialoog" . Ook kreeg het in 1995 de Golden Joystick voor "beste adventure-game". Het spel was ook een commercieel succes. Zo behaalde het volgens Gallup de eerste plaats in de Britse ranglijst.
| Beoordeeld door      | Platform   | Datum            | Score |
| -------------------- | ---------- | ---------------- | ----- |
| GameHippo.com        | Windows    | 25 augustus 2003 | 100%  |
| CU Amiga             | Amiga CD32 | januari 1995     | 95%   |
| CU Amiga             | Amiga      | januari 1994     | 95%   |
| Amiga Format         | Amiga      | maart 1994       | 94%   |
| AppSafari            | iPhone     | 25 april 2010    | 90%   |
| Freegame.cz          | DOS        | 20 oktober 2005  | 90%   |
| Svenska Hemdatornytt | DOS        | december 1993    | 88%   |
| PC Games (Duitsland) | DOS        | september 1994   | 86%   |
| Pelit                | DOS        | april 1994       | 82%   |
| GameCola.net         | iPhone     | 17 juli 2012     | 20%   |

## Trivia
- De werktitel tijdens de ontwikkeling van het spel was Underworld.
- Het spel bevat de stemmen van acteurs Brian Bowles, Adam Henderson, Jason Isaacs en Steve Mallons.
- De Amiga-versie bestond uit vijftien 3 1/2" schijven en was te installeren op de harde schijf. Het was daarmee het op een na grootste spel ooit uitgebracht op Amiga-diskettes.